# 용안군
| Daedongyeojido (Gyujanggak) 16-05.jpg | Daedongyeojido (Gyujanggak) 16-04.jpg |
|                                       |                                       |

용안군(龍安郡)은 한국의 폐지된 행정구역으로 용안면과 용동면의 이전 행정구역이다. 충남 지역과 맞닿아 있는, 오늘날의 익산시 최북단의 전신이 되는 지역이었다.

## 연혁
- 1321년 충숙왕 8년에 함열현 산하의 도내산은소(道乃山銀所)가 용안현으로 독립했다.
- 1391년 용안현이 전주의 속현인 풍저현(豊儲·豊堤)을 합병하였다.
- 1409년 태종 9년 용안현과 함열현이 일시 재합병되어 안열현(安悅縣)이라 하였다가 태종 16년에 재분할하였다.
- 1895년 23부(府)제로 행정구역이 재편되면서 군으로 승격되어 전주부의 용안군이 되었다. 이듬해 전라북도에 소속되었다.
  - 용안군 (북면,군내면,일동면,이동면,남면)
- 1914년 일제에 의한 행정폐합으로 함열군과 용안군 전역이 익산군에 통폐합되었다. 용안군은 용안면으로 제편되었다.
- 1970년 용안면을 분할해 용동출장소를 설치했다.[1]
- 1986년 용동출장소가 용동면으로 승격.[2]
- 1995년 익산군과 이리시가 통폐합되어 도농복합의 익산시가 출범[3] 됨과 동시에 익산시청 함열출장소 관할로 편입[4]
- 1998년 함열출장소가 폐지되었다.[5]

| 조선총독부령 제111호 |             |                                |
| 구 행정구역 | 신 행정구역 | 신 행정구역                    |
| 용안군 군내면(郡內面) 성치리/상서리/하동/덕동 일부/화동 일부/상동 일부/교동 일부/성동 일부/(남면)웅동 일부, 송천/용산리/덕동 일부/연동 일부/(남면)동지리 일부/입산리 일부/송산리 일부/(함열군 북이면)부곡리 일부/(동일면)수산리 일부, 하신리/용흥리/성동 일부/중신리 일부/상신리 일부/자라리 일부, 교항리/창리 일부/자라리 일부/구호리 일부/상신리 일부/중신리 일부/(일동면)운교리 일부 | 용안면      | 교동리, 덕용리, 중신리, 창리   |
| 용안군 남면(南面) 송산리 일부/입산리 일부/동지리 일부/안대동 일부/(군내면)덕동 일부, 송산리 일부/화정리 일부/웅동 일부/안대동 일부/(군내면)덕동 일부/(이동면)연화동 일부/돈다리 일부/(일동면)운교리 일부, 학동/칠목동 일부/화정리 일부/안대동 일부/(이동면)연화동 일부/(함열군 동삼면)중정리 일부                                                                                       | 용안면      | 동지산리, 송산리, 칠목리       |
| 용안군 북면(北面) 은입산리/난포리 일부/신리 일부/(군내면)교동 일부/상동 일부/화동 일부/(함열군 북이면)성당리 일부, 법성동/순풍리/을동/산양동/석우리 일부/궁지동 일부, 궁항리/석동/궁지동 일부/신리 일부, 용두리/성곡리/장동/이가동/석우리 일부/(군내면)창리 일부 | 용안면      | 난포리, 법성리, 석동리, 용두리 |
| 용안군 일동면(一東面) 문한리/운교리 일부/구산리 일부/농소리 일부/두무리 일부/(군내면)구호리 일부/창리 일부/(여산군 북일면)금지리 일부, 비야동/신왕리/사결리/대조리 일부/두무리 일부/당하리 일부/농소리 일부/용성리 일부/(이동면)흥왕리 일부/(여산군 북일면)두무리 일부/금지리 일부, 당하리 일부/용성리 일부/구산리 일부/대조리 일부                                                     | 용안면      | 구산리, 대조리, 용성리         |
| 용안군 이동면(二東面) 점촌/화실리/고창리 일부/무동 일부/화배리 일부/와동 일부/연화동 일부/흥왕리 일부/(남면)칠목동 일부, 신화리/화배리 일부/와동 일부/무동 일부/고창리 일부, 흥왕리 일부/돈다리 일부/와동 일부 | 용안면      | 화실리, 화배리, 흥왕리         |